# Waima
Waima, właśc. Mateusz Waligóra (ur. 14 czerwca 2004 w Kielcach) – polski raper i autor tekstów.

## Życiorys
Karierę zaczynał w podziemiu, gdzie wydawał na swoim kanale "ZIOMALEO". Pierwsze utwory artysty można było usłyszeć już w 2020 roku, w którym to wyszedł minialbum zatytułowany "ZIOMALEO EP". Przełomowym wydarzeniem w karierze Waimy było  wspomnienie go przez youtubera yachuprodukcja w jednym z jego filmów o obiecujących artystach z undergroundu, co zaowocowalo współpracą z directed by Kooza przy tworzeniu teledysku do utworu "intheblood". Na skutek obu wydarzeń raper został dostrzeżony przez Żabsona i dołączył do wytwórni Internaziomale jako jego hypeman.
15 września 2023 roku Waima oglosił start preorderu swojego najnowszego albumu pod tytułem "CAMELEO" na którym udzielili się tacy artyści jak m.in: bambi, Białas, Sobel, Szpaku, Beteo. Premiera odbyła się 27.10.2023 roku a sama płyta została wydana siłami Sony Music Entertainment Poland. Album już dziś może pochwalić się wyjątkowymi wynikami na platformach streamingowych oraz sprzedaży fizycznej.
Utwory z udziałem artysty zostały odtworzone 100 milionów razy tylko na platformie spotify.
Współpracował z wykonawcami, takimi jak m.in. Żabson, Borixon, Szpaku, Margaret, Janusz Walczuk, czy Diffi.

## Nominacje i nagrody
W 2022 roku został nominowany do nagrody Lech Polish HipHop Festiwal and Music Awards w kategorii "Odkrycie roku 2022" a już rok później wygrał nagrodę publiczności w tej samej kategorii na Popkilerach 2023.

## Dyskografia

### Albumy
| Rok  | Album                                                                                   | Pozycja na liście |
| Rok  | Album                                                                                   | POL               |
| ---- | --------------------------------------------------------------------------------------- | ----------------- |
| 2023 | Cameleo - Data: 27 października 2023 - Wydawca: Ziomaleo - Format: CD, digital download | 8                 |
| 2024 | Ten gość - Data: 6 września 2024 - Wydawca: Ziomaleo - Format: CD, digital download     | 7                 |

### Minialbumy
| Rok  | Album                                                                                |
| ---- | ------------------------------------------------------------------------------------ |
| 2020 | Ziomaleo - Data: 28 grudnia 2020 - Wydawca: SME, ZIOMALEO - Format: digital download |

### Single
| Rok                                                      | Tytuł                                                 | Pozycja na liście | Certyfikat                 | Album                         |
| Rok                                                      | Tytuł                                                 | POL               | Certyfikat                 | Album                         |
| -------------------------------------------------------- | ----------------------------------------------------- | ----------------- | -------------------------- | ----------------------------- |
| 2020                                                     | „Asteroida” (gośc. Grobelny)                          |                   |                            | Ziomaleo                      |
| 2020                                                     | „Lego” (gośc. Kejzer)                                 |                   |                            | Ziomaleo                      |
| 2021                                                     | „Zły”                                                 |                   | - ZPAV: złota płyta        |                               |
| 2021                                                     | „Bottega”                                             |                   |                            |                               |
| 2021                                                     | „High”                                                |                   |                            |                               |
| 2021                                                     | „Intheblood”                                          |                   |                            |                               |
| 2021                                                     | „Wholelottalies”                                      |                   |                            |                               |
| 2021                                                     | „Finesse”                                             |                   |                            |                               |
| 2022                                                     | „Sam”                                                 |                   | - ZPAV: 2x platynowa płyta |                               |
| 2022                                                     | „Labirynt”                                            |                   |                            |                               |
| 2023                                                     | „Hotline”                                             |                   |                            | Cameleo                       |
| 2023                                                     | „Chwile” (gośc. bambi, LuKs)                          |                   |                            | Cameleo                       |
| 2023                                                     | „Anioł”                                               |                   |                            | Cameleo                       |
| 2023                                                     | „1000 lat” (gośc. Sobel)                              |                   |                            | Cameleo                       |
| 2023                                                     | „Ride or Die” (gośc. Oki, Szpaku)                     |                   |                            | Cameleo                       |
| 2023                                                     | „Skippers” (oraz Young Leosia, bambi, Janusz Walczuk) | 45                | - ZPAV: złota płyta        | singel niealbumowy            |
| 2024                                                     | „Derealizacja”                                        |                   |                            | Ten gość                      |
| 2024                                                     | „Ring ring”                                           | 6                 | - ZPAV: złota płyta        | Ten gość                      |
| 2024                                                     | „O włos”                                              |                   |                            | Ten gość                      |
| 2024                                                     | „Bida” (oraz AG)                                      |                   |                            | Def Jam World Tour: Bucharest |
| 2024                                                     | „No Talk Cypher” (oraz OG Eastbull, IDK, Aris, AG)    |                   |                            | Def Jam World Tour: Bucharest |
| 2024                                                     | „Ten gość”                                            |                   |                            | Ten gość                      |
| „–” oznacza, że singel nie był notowany na danej liście. |                                                       |                   |                            |                               |

Gościnne występy
| Rok  | Tytuł                                                                   | Pozycja na liście | Certyfikat                 | Album                         |
| Rok  | Tytuł                                                                   | POL               | Certyfikat                 | Album                         |
| ---- | ----------------------------------------------------------------------- | ----------------- | -------------------------- | ----------------------------- |
| 2020 | „Air Force” (Kejmil; gośc. Waima)                                       |                   |                            |                               |
| 2021 | „Afera” (Kejzer; gośc. Waima)                                           |                   |                            | Huśtawka nastrojów            |
| 2021 | „Ben 10” (Ejten; gośc. Waima)                                           |                   |                            |                               |
| 2022 | „Once or Twice” (Diffi; gośc. Waima)                                    |                   |                            |                               |
| 2022 | „OLiS” (Rip Scotty, Leeo; gośc. Waima)                                  |                   |                            | Borderline                    |
| 2022 | „Nie mam czasu na wakacje” (Żabson; gośc. Waima)                        |                   | - ZPAV: 3x platynowa płyta | Ostatni ziomal                |
| 2022 | „Młody ma to” (Buhajklan; gośc. Żabson, Waima)                          |                   |                            |                               |
| 2022 | „Kredki” (FAVE7; gośc. Borixon, Waima)                                  |                   |                            |                               |
| 2022 | „Teleport” (Janusz Walczuk; gośc. Waima, Diffi, Xad, Yezus)             |                   |                            | Jan Walczuk                   |
| 2023 | „Mniejsza o to” (Margaret; gośc. Waima)                                 |                   |                            | Urbano Futuro                 |
| 2023 | „Crazy Frog” (Szpaku, Kubi Producent; gośc. Waima)                      |                   | - ZPAV: 2× platynowa płyta | Uzumaki forma ostateczna      |
| 2023 | „Termosfera” (Aleshen; gośc. Waima)                                     |                   |                            | Aleshen                       |
| 2024 | „Mroczna komnata” (Kubi Producent; gośc. Zeamsone, Young Leosia, Waima) | 48                |                            | Sen, którego nigdy nie miałem |
| 2024 | „Lecę bo chcę” (Deemz; gośc. Waima, bambi, Young Leosia, Kizo)          | 4                 | - ZPAV: 3× platynowa płyta | singel niealbumowy            |
| 2024 | „Obudziłem się w Bukareszcie” (Yung Adisz; gośc. Waima)                 | 87                |                            | Def Jam World Tour: Bucharest |